# ソングバード (ビール)
ソングバード（SONGBIRD）は千葉県木更津市のクラフトビールの銘柄、およびそれを醸造するブルワリーの名称、ブルワリーを経営する合同会社の名前。
船橋市から木更津市に移住した中島恭平、モナミ夫妻がブルワリーを設立した。千葉県内では舞浜地ビール工房ハーヴェスト・ムーン（浦安市）、ロコビア（佐倉市）などに次ぐ5番目のクラフトビール醸造所となる。
中島は学生時代にビアバーでアルバイトをしていたことから、地ビール（クラフトビール）に興味を抱き、独学、アメリカのブルワリーパブでの研修などを経て、日本でブルワリーを経営することを決意。当初、住んでいた船橋市での設立を目指していたが適当な物件に巡りあえず、夫人の祖父の実家がある木更津市のラーメン店だった空き物件で開業した。
約1年の準備期間を経て、2015年2月に発泡酒製造免許を取得。同年3月から仕込みを開始し、同年4月より販売を開始した。